# Amálie Švábíková
Amálie Švábíková (* 22. November 1999 in Kadaň) ist eine tschechische Leichtathletin, die sich auf den Stabhochsprung spezialisiert hat.

## Sportliche Laufbahn
Amálie Švábíková debütierte bei einer internationalen Meisterschaft beim Europäischen Olympischen Jugendfestival 2015 in der georgischen Hauptstadt Tiflis, bei dem sie mit 3,90 m die Bronzemedaille gewann. Ein Jahr später gewann sie bei den erstmals ausgetragenen U18-Europameisterschaften ebendort mit 4,05 m ebenfalls die Bronzemedaille. Kurz darauf nahm sie an den U20-Weltmeisterschaften in Bydgoszcz teil und belegte dort im Finale den siebten Rang. 2017 erfolgte die Teilnahme an den U20-Europameisterschaften im italienischen Grosseto und übersprang dort 4,05 m und wurde damit Fünfte. Anschließend nahm sie an den Weltmeisterschaften in London teil, überquerte dort aber in der Qualifikation keine Höhe.
2018 nahm sie erneut an den U20-Weltmeisterschaften in Tampere teil und gewann dort mit neuer Bestleistung von 4,51 m die Goldmedaille vor der Schwedin Lisa Gunnarsson. Damit qualifizierte sie sich für die Europameisterschaften in Berlin, bei denen sie mit 4,30 m den neunten Platz belegte. Im Jahr darauf nahm sie an den Halleneuropameisterschaften in Glasgow teil und schied dort mit 4,40 m in der Qualifikation aus. Anschließend gewann sie bei den U23-Europameisterschaften in Gävle mit übersprungenen 4,35 m die Silbermedaille hinter der Schweizerin Angelica Moser. 2021 siegte sie mit 4,34 m beim Kladno hází a Kladenské memoriály und gewann daraufhin bei den U23-Europameisterschaften in Tallinn mit Saisonbestleistung von 4,50 m die Goldmedaille. Im Jahr darauf startete sie bei den Hallenweltmeisterschaften in Belgrad und gelangte dort mit 4,45 m auf den neunten Platz. Im Juni siegte sie mit 4,50 m beim Memoriál Josefa Odložila und anschließend schied sie bei den Weltmeisterschaften in Eugene mit 4,20 m in der Qualifikationsrunde aus und verpasste dann bei den Europameisterschaften in München mit 4,40 m den Finaleinzug.
2023 verbesserte sie den tschechischen Hallenrekord auf 4,72 m und gewann dann im März bei den Halleneuropameisterschaften in Istanbul mit 4,70 m die Bronzemedaille hinter der Finnin Wilma Murto und Tina Šutej aus Slowenien. Im Juni wurde sie bei der 1. Liga der Team-Europameisterschaft im Zuge der Europaspiele in Chorzów mit 4,60 m Dritte. Im August gelangte sie bei den Weltmeisterschaften in Budapest mit 4,50 m im Finale auf den elften Platz. Im Jahr darauf belegte sie bei den Hallenweltmeisterschaften in Glasgow mit 4,65 m den sechsten Platz und wurde im Juni bei den Europameisterschaften in Rom mit 4,58 m Vierte. Anschließend gelangte sie bei den Olympischen Sommerspielen in Paris mit 4,80 m im Finale auf Rang fünf. 2025 belegte sie bei den Halleneuropameisterschaften in Apeldoorn mit 4,65 m den sechsten Platz und gelangte kurz darauf mit 4,60 m auf den fünften Platz bei den Hallenweltmeisterschaften in Nanjing.
In den Jahren 2018 und 2020 sowie von 2022 bis 2024 wurde Švábíková tschechische Meisterin im Stabhochsprung im Freien sowie von 2021 bis 2024 in der Halle.